# 皱果南蛇藤
皱果南蛇藤（学名：Celastrus tonkinensis）为卫矛科南蛇藤属的植物。分布于越南以及中国大陆的云南、广西等地，生长于海拔1,000米至1,800米的地区，多生长在山中灌丛和林中，目前尚未由人工引种栽培。
种加名 tonkinensis 意为越南“东京的”。